# Área metropolitana de Vineland-Millville-Bridgeton
El Área Estadística Metropolitana de Vineland-Millville-Bridgeton, NJ MSA, como la denomina la Oficina del Censo de los Estados Unidos, es un Área Estadística Metropolitana centrada en las ciudades de Vineland, Millville y Bridgeton, que solo abarca el condado de Cumberland en el estado de Nueva Jersey, Estados Unidos. Su población según el censo de 2010 es de 156.898 habitantes, convirtiéndola en la 253.º área metropolitana más poblada de los Estados Unidos.

## Área Estadística Metropolitana Combinada
El área metropolitana es parte del Área Estadística Metropolitana Combinada de Filadelfia-Camden-Vineland, PA-NJ-DE-MD CSA junto con:
- el Área Estadística Metropolitana de Filadelfia-Camden-Wilmington, NJ-PA MSA, y
- el Área Estadística Metropolitana de Reading, PA MSA;

totalizando 6.533.683 habitantes en un área de 17.250 km².

## Principales comunidades del área metropolitana
- Vineland (ciudad principal o núcleo)
- Millville (ciudad principal o núcleo)
- Bridgeton (ciudad principal o núcleo)
- Cedarville
- Fairton
- Laurel Lake
- Port Norris
- Rosenhayn
- Seabrook Farms